# Osterrönfeld
Osterrönfeld település Németországban, Schleswig-Holstein tartományban. Lakosainak száma 5194 fő (2023. december 31.).

## Népesség
A település népességének változása:
| Lakosok száma | 3022 | 5136 | 5099 | 5104 | 5114 | 5194 |
|               | 1975 | 2017 | 2019 | 2021 | 2022 | 2023 |

## Nevezetességei
- Rendsburgi magashíd